# L’Hermenault
L’Hermenault – miejscowość i gmina we Francji, w regionie Kraj Loary, w departamencie Wandea.
Według danych na rok 1990 gminę zamieszkiwało 855 osób, a gęstość zaludnienia wynosiła 75 osób/km² (wśród 1504 gmin Kraju Loary L’Hermenault plasuje się na 640. miejscu pod względem liczby ludności, natomiast pod względem powierzchni na miejscu 950.).